# Caroline Benjo
Caroline Benjo (* 14. November 1941 in Marokko) ist eine französische Filmproduzentin.

## Leben
Caroline Benjo wurde in Marokko geboren und kam im Alter von elf Jahren nach Frankreich. Ab Ende der 1980er Jahre war sie Filmkritikerin bei der Zeitschrift Vertigo. 1994 trat sie der Filmproduktionsgesellschaft Haut et Court bei.
Für Die Klasse wurde sie für Europäischen Filmpreis und den César nominiert, für Coco Chanel – Der Beginn einer Leidenschaft und The Last Panthers wurde sie für den BAFTA Award nominiert.

## Filmografie (Auswahl)
- 1997: Les Sanguinaires
- 2001: Auszeit (L’Emploi du temps)
- 2003: Wer tötete Bambi? (Qui a tué Bambi?)
- 2005: In den Süden (Vers le sud)
- 2008: Die Klasse (Entre les murs)
- 2009: Coco Chanel – Der Beginn einer Leidenschaft (Coco avant Chanel)
- 2012: The Returned (Les Revenants, Fernsehserie, 8 Folgen)
- 2012: Pauline détective
- 2015: The Last Panthers (Miniserie, 6 Folgen)
- 2019: Die Verschwundene (Seules les bêtes)
- 2020: Kampf um den Halbmond (No Man’s Land, Fernsehserie, 8 Folgen)
- 2021: Die Welt wird eine andere sein
- 2022: In der Nacht des 12. (La nuit du 12)